# 白痴
白痴，是嘲諷糊涂或愚昧的人的用語。在醫學當中，指的是重度智能障礙的人，其精神年龄为两岁或更小，并且不能保护自己免受普通的身体危险。

## 字源
英文，源自希臘語 idiōtēs，意指無法在公共生活上承擔責任的人。

## 概論
學者症候群（idiot savant）一詞是一百多年前由英國醫師蘭登·道恩（Langdon Down）所創用，當時「白痴」（idiot）一詞只用以描述智力功能極低的人，並沒有很強烈的負面意義，是可以接受的醫學與心理學名詞。儘管近三四年來，智能障礙之定義迭有新解，但「白痴」一詞是指現今教育界、心理學界、醫學界與社會學界所謂重度與極重度者，殆無疑義。
19世紀開始的醫學與心理學將白痴這個詞定義為「嚴重的智能不足」，智商低於80（IQ的標準差為18）。因為一般將「白痴」一詞作為羞辱用語，用作罵人愚蠢、能力差，此一詞不再作為正式用語。